# Elesma
Elesma is een geslacht van vlinders van de familie visstaartjes (Nolidae), uit de onderfamilie Chloephorinae.

## Soorten
- E. subglauca Walker, 1865